# 有机锗化学
有机锗化学是研究碳-锗键的化合物的化学分支。有机锗化合物有四烃基锗、锗杂碳环化合物、有机多锗烷、锗烯、锗炔，和它们的衍生物等。由于锗的原子半径和亲电性和硅有较大差异，因此其化合物和有机硅化合物有所不同。
四烃基锗的C-Ge键可以被卤素、卤化氢和碱金属断裂，但是对冷的浓硫酸或热的氢氧化钠显示一定惰性。